# 返校 (電視劇)
《返校》（英語：Detention），是一部於2020年播出的臺灣校園懸疑歷史驚悚影集，總計8集，改編自赤燭遊戲的同名電腦遊戲《返校》，由2020年公共電視文化事業基金會所發行，此劇集由蘇奕瑄、莊翔安、劉易三人執導，製作人林仕肯、林怡伶，由李玲葦、韓寧及黄冠智等人主演。
於公視主頻首播，Netflix全球同步上線，公視+每週日上線 。公共電視亦推出《找到我》另類線上解謎遊戲行銷影集。

## 劇情概述

### 背景
此次劇集的背景設定是以原作遊戲中的輪迴結局作為衍伸，並更進一步擴展遊戲的世界觀，與2019年上映的同名電影《返校》有些許關聯。除了將原先發生讀書會事件過後的事發背景「翠華中學」拉到原始劇情的30年後——1999年作為擴展，更以雙主角的模式開啟全新的故事篇章。此外，於原作登場的臺灣民間文化與等元素信仰，在本作則是另一更加具象的形式作為呈現。

### 簡介
1969年，正值臺灣白色恐怖時期禁錮的戒嚴時期，位於分業縣金鸞鄉的「翠華中學」傳出有師生因組織讀書會而遭到拘捕。隨之，因檢舉匪諜有功獲頒榮譽狀的女學生「方芮欣」不知何故墜樓身亡，因而令發生在校內的靈異事件傳聞不斷，校方只好請託城隍廟舉辦法會、鎮魂驅邪。直到三十年過去，翠華中學威權的校風依舊。某日，從台北轉來翠華中學的轉學生「劉芸香」因誤闖校園禁地『涵翠樓』在意外中遇見方芮欣的鬼魂過後，逐步揭開校園過去塵封的悲劇真相……

## 播出時間

### 首播
| 頻道       | 所在地 | 開播日期      | 播出時間     |
| ---------- | ------ | ------------- | ------------ |
| 公視主頻道 | 臺灣   | 2020年12月5日 | 每週六 21:00 |

### 網路平台
| 頻道    | 所在地 | 開播日期      | 播出時間     |
| ------- | ------ | ------------- | ------------ |
| Netflix | 全世界 | 2020年12月5日 | 每週六 21:00 |
| 公視+   | 臺灣   | 2020年12月6日 | 每週日       |

## 演員列表

### 主要演員
| 演員   | 角色   | 介紹 |
| 李玲葦 | 劉芸香 | 翠華中學學生 1999年，和母親從台北搬至分業縣金鸞鄉，並於翠華中學二年忠班就讀的轉學生。 由於過去不健康的家庭關係及背負母親的沉重壓力，導致其養成內心自卑的壓抑性格。 在一連串的意外中闖入禁地並遇見方芮欣的鬼魂過後，雙方漸漸對其產生依賴。 因文學和男老師沈華過往甚密，漸漸發展出一段感情，意外發現對方秘密後，才看清對方並非她所想的溫柔體貼 才華洋溢，聽證會上沈華的：「從未喜歡過她」令她幾乎崩潰，進而自縊。進入方芮欣的回憶，一步步抽絲剝繭後探討到記憶裡詭異的地方，幫助方芮欣認清事實，讓自己的生活與心境也回歸正軌。 |
| 韓寧   | 方芮欣 | 翠華中學學生（30年前） 就讀三年忠班，容貌清秀、成績優異的資優生。生前曾被肯定具有相當非凡的文學才華。 在三十年前（1969年）的讀書會事件帶來的愧疚感而選擇輕生後，在往後因靈魂徘徊於校園內不得超生，在封印的痛苦中記憶漸漸扭曲，自身的怨靈則徘徊於涵翠樓尋找新的附身對象，並試圖對當時的事件所復仇。 因劉芸香的幫助看清真實的記憶並且懲治了當年慘案的罪魁禍首，解決了沈華，與張老師重新會合後放下一切，離開了翠華。 |

### 劉芸香周邊人物
| 演員   | 角色            | 介紹 |
| 黃冠智 | 程文亮          | 翠華中學學生 就讀二年忠班，劉芸香的同班同學，出身自道士世家，將繼承背負家族傳承使命的城隍廟第五代傳人。 嚮往著能夠離開金鸞鄉，前往外縣市的都市展開新的生活，實際個性相當真誠善良，在事件的過程也默默關心著芸香的安危，也因在校內成績表現不佳，因而成為校規制度中「鬼牌」的配戴者。 在劉芸香遭性侵後替她向沈華報仇，她被捲入回憶後更幫助她找到解除輪迴的關鍵，事後與劉芸香產生革命情感，也比以往更認真幫城隍爺做事。                                                                                    |
| 姚淳耀 | 沈華            | 翠華中學教師 二年忠班的代班導，沈敬校長的獨子，懷抱著理想與熱忱的青年。 心底卻因成長於父親威嚴之下，有著脆弱的一面。 自從海外歸國返鄉後來到翠華中學擔任詩社指導老師，深受學生們的愛戴，一心想改革校中守舊封閉的制度。 一直矇騙學生稱他的詩集是因為太過熱賣才絕版，被劉芸香發現後一改平日的溫和，對她加以性侵，未遂。 本來與她有過一段情，但在性侵事件後，為了自保以及在父親的逼迫下，說出他和劉芸香從未有過感情，終於在父親的威嚴管制下精神崩潰。 被方芮欣懲治，雖留下性命，卻有無限的刑責追究等著他。 |
| 趙正平 | 白國峰          | 翠華中學教官 陸軍中校轉調至翠華中學擔任30多年的教官， 視學校為反共基地，堅信終有一日重返戰場。 平時於校內皆以軍隊般的威權教條管束翠華師生。 |
| 羅光旭 | 沈敬            | 翠華中學校長 沈華的父親，三十年前在翠華中學擔任主任，因覬覦權力利用讀書會事件讓自己順利上位， 如今已成為翠華中學的董事長兼校長。 在方芮欣的回憶中，劉芸香瞭解到他是為了架空殷家財產才處死殷翠涵。 結尾被方芮欣杀死後，爆出讀書會案件的一切都是政治舞弊。 |
| 蔡瑞雪 | 蘇婕妤          | 翠華中學學生 劉芸香和程文亮的同班同學，二年忠班的班長，是位品學兼優的乖學生。 自從劉芸香轉學至翠華中學後，就默默經常關心她，直到發現芸香的情況有異時才漸漸疏遠。 |
| 鄭家榆 | 鄧馨予 （劉母） | 劉芸香的母親 觀念保守的傳統女性，依賴著搖搖欲墜的家庭空殼。是劉芸香最大的精神壓力來源。 |
| 張翰   | 劉俊賢 （劉父） | 劉芸香的父親 長年於中國大陸出差的台商，在外已有新的家庭，因女兒遭受侵犯事件來到金鸞，想替芸香討回公道，卻無力抵抗沈家勢力。在事與願違的委員會決議下，也因其他因素，選擇再次離開芸香母女。 |
| 吳昆達 | 魏仲廷          | 翠華中學學生（中年時期） 因讀書會事件後的15年牢獄生涯而受盡折磨、未老先衰。 因解嚴而赦免出獄，卻因周遭都已家破人亡後而產生創傷後壓力症候群，導致精神狀況異常， 因此而自囚在沒落的魏醫院中，時時害怕再次遭到政府的監控迫害。 |

### 方芮欣周邊人物
| 演員   | 角色   | 介紹 |
| 夏騰宏 | 張明暉 | 翠華中學教師（30年前） 曾於翠華中學任職的教師，因著對文學的喜好而與方芮欣兩人相知相惜。並意外產生了師生戀並親手做了一條白鹿項鍊贈與方芮欣。 最後在讀書會事件中遭到處決，是對方芮欣產生巨大影響的關鍵角色。 在讀書會事件中被捕，後在方芮欣劉芸香的目送下，遭國民黨當局處死。 |
| 林志謙 | 魏仲廷 | 翠華中學學生（學生時期） 30年前（1969年）的魏仲廷，就讀二年仁班，讀書會成員，也是當年事件的唯一倖存者。 |
| 房思瑜 | 殷翠涵 | 翠華中學教師（30年前） 曾於翠華中學任職的教師，外冷內熱，儀態萬千，結合智慧與美貌在一身。和張明輝一同創辦讀書會，對學生有種柔中帶剛的氣態。也因和張明輝接觸頗深關係，讓方芮欣誤會倆人有戀情，進而使讀書會被舉報，导致她被处以死刑。                                         |
| 楊閔   | 張佩樺 | 方芮欣的母親。 |
| 唐治平 | 方道勤 | 方芮欣的父親。 |

### 其他演員
| 演員          | 角色         | 介紹 |
| 莊益增        | 程父         | 金鸞鄉城隍廟傳人 程文亮的父親，城隍廟的的廟祝，承襲家族志業，但完全沒有天分，期待受城隍爺欽點的程文亮能夠留在金鸞繼承家業。 是魏仲廷的舊識，當年曾旁觀讀書會事件的發生，但始終保持沈默噤聲。                                                               |
| 王世緯        | 趙導師       | 二年忠班老師 因其以不當方式管教班級的作為，使得方芮欣在「聽見」芸香的怨念後，於深夜吸引剛下班的她踏入涵翠樓，並對其展開了「復仇」。 最後則因涵翠樓經歷的一連串的事件而嚇到失魂，隔日校方發現後則被送進醫院。                                               |
| 王渝萱        | 李子琪       | 翠華中學學生 就讀三年忠班， 曾是因家人的期望壓力而過度壓抑的「資優生」。 在前往校園禁地涵翠樓許願後，雖然成績立刻突飛猛進，但人卻因此變得詭異。 實際上則是在芸香來到金鸞前方芮欣的附身對象，因承受不住方芮欣的束縛，最終則在芸香及文亮面前走上自殺的道路。 |
| 張允曦        | 李麗芬       | 立法委員千金 李裕富立委的女兒，也是沈華的相親對象。 |
| 譚慶普        | 殷傳良       | 翠華中學校長 曾於翠華中學任職的校長，殷翠涵的父親。 |
| 劉昌翰        | 李裕富       | 立法委員 |
| 黃玲          | 公車上的婦人 | 金鸞鎮居民。 向馨予母女告知即使已經解嚴，但金鸞鎮過了30年氛圍卻依然不變。 |
| 鄭毓萱 黃昱璇 | 婕妤的跟班   | 翠華中學學生 劉芸香的同班同學。 |
| 李安雯        | 徐佩雯       | 翠華中學學生 劉芸香的同班同學，校規中「鬼牌」的配戴者。 |
| 賈佩雅        | 黃詩萌       | 翠華中學學生 詩社成員。 |
| 張庭綸        | 許立東       | 翠華中學學生 詩社成員。 |
| 李孟學        | 李天晴       | 翠華中學學生 詩社成員。 |
| 尹岑榕        | 張菀         | 翠華中學學生 詩社成員。 |
| 楊誠          | 陳佑文       | 翠華中學學生 詩社成員。 |
| 常在興        | 工友         | 目睹李子琪自殺瞬間的目擊者。 |
| 劉叡慈        | 姜寧         | 文學社編輯，非常欣賞芸香的詩作。 |
| 蕭詒徽        | 蕭詒徽       | 客串演出，《並不》新詩發表會的主持人。 |
| 李盈潔        | 蔡素霞       | 程文亮的母親。 |
| 胡廣雯        | Cindy        | 劉父的外遇對象。 |
| 蔡承邑        | 執法人員     | 槍決張明暉的執法人員。 |
| 梁皓嵐        | 調查委員     | 沈華與芸香師生戀事件的性平會調查委員。 |

## 分集劇情大綱
| 集數 | 標題                 | 首播日期       | 收視率 |
| --- | -------------------- | -------------- | ------ |
| 1 | 鬼                   | 2020年12月5日  | 0.65   |
| 1968年，金鑾鄉翠華中學的張明暉、魏仲廷等師生因匪諜案被捕後，學生方芮欣在涵翠樓自殺，校方從此禁止學生進入這棟樓。時至1999年，劉芸香與母親搬到金鑾鄉展開新生活。劉芸香轉入翠華中學沒多久，在涵翠樓目擊一位女學生跳樓自殺，教官白國峰給劉芸香掛上鬼牌，處罰她擅闖禁地，摘掉鬼牌的唯一辦法是舉報其他同學。 |                      |                |        |
| 2 | 我是誰               | 2020年12月5日  | 0.70   |
| 趙老師在涵翠樓受重傷，校長之子沈華接手擔任劉芸香的班級導師。沈華作風開明，摘掉學生的鬼牌，鼓勵學生拋開集體主義的束縛，勇於追尋自我。數日後，校方請法師到涵翠樓做法鎮邪，法師之子程文亮也是翠華中學的學生。劉芸香再次來到涵翠樓，撿到一塊屬於方芮欣的玉珮。                                             |                      |                |        |
| 3 | 你就是我（我就是你） | 2020年12月12日 | 0.61   |
| 方芮欣在劉芸香面前現身，成為她的好友。劉芸香受到方的影響，開始寫詩，導師沈華欣賞她的才華，關係日漸親密。劉的同學程文亮察覺她已受到鬼魂的影響。 |                      |                |        |
| 4 | 虛妄之相             | 2020年12月12日 | 0.70   |
| 劉芸香尋求城隍爺的力量將方芮欣暫時封印，但就此失去寫詩的靈感。劉芸香在圖書館發現沈華的秘密之後，沈華意欲性侵她，在危急關頭被方芮欣解救。劉芸香的爸爸突然回來了，他在女兒的日記裡看到她差點被沈華性侵的事情。                                                                                           |                      |                |        |
| 5 | HIStory repeats      | 2020年12月19日 | 0.61   |
| 劉父找上校長，要替女兒討回公道，但在校長和白教官的運作下，調查結果只讓劉芸香再次感受被拋棄的絕望，回家之後割腕自殺。 |                      |                |        |
| 6 | Re: Detention        | 2020年12月19日 | 0.62   |
| 方芮欣侵入劉芸香的身體救了她，但劉芸香也被困在方的意識時空裡。程文亮找到當年匪諜案中倖存的魏仲廷，兩人設法拯救劉芸香。 |                      |                |        |
| 7 | Re: Re: Detention    | 2020年12月26日 | 0.57   |
| 劉芸香在方芮欣的意識時空裡得知當年匪諜案的過程，原來方芮欣出於忌妒而向校方告發讀書會。方芮欣返回翠華中學報仇。 |                      |                |        |
| 8 | 自由之雨             | 2020年12月26日 | 0.62   |
| 劉芸香看出了方芮欣是因為悔恨和逃避才創造出一個無法逃脫的的意識時空，她利用這一點尋找出路。方芮欣殺了沈校長和白教官之後，魏仲廷出現，說明當年的事並不全是她的錯，張老師並沒有責怪她。方芮欣釋懷了，獲得解脫。                                                                                           |                      |                |        |

## 電視劇歌曲
| 曲別   | 歌名                  | 演唱者            | 作詞   | 作曲   |
| 片尾曲 | 相反                  | 陳嫺靜、何欣穗    | 何欣穗 | 何欣穗 |
| 宣傳曲 | Angel Falling to Hell | 安溥 (原唱：荳荳) | 陳秦喜 | 陳秦喜 |
| 插曲   | 雨夜花                | 純純              | 周添旺 | 鄧雨賢 |
| 插曲   | 夜襲                  | /                 | 黃瑩   | 李健   |

## 另類實境遊戲(ARG)
《找到我》
製作單位曾於2020年12月2日記者會同步釋出「找到我」另類實境解謎遊戲（Alternative Reality Game），遊戲講述就讀翠華中學的高三生李子琪，在前往校園禁地涵翠樓許願後，雖然成績立刻突飛猛進，但後續卻發生不幸的意外。玩家需透過官方釋出的線索網站，包括翠華詩社 （页面存档备份，存于）與金鸞+ （页面存档备份，存于），透過蒐集線索並解謎，藉以了解李子琪的死亡真相。官方亦成立【《返校》：找到我】解謎互助合作會 Facebook社團，讓玩家討論或提供解謎線索。

## 獎項紀錄
| 獎項         | 類別                             | 入圍者   | 結果 |
| ------------ | -------------------------------- | -------- | ---- |
| 第56屆金鐘獎 | 迷你劇集獎                       | 《返校》 | 提名 |
| 第56屆金鐘獎 | 迷你劇集／電視電影最具潛力新人獎 | 黃冠智   | 提名 |
| 第56屆金鐘獎 | 戲劇類節目剪輯獎                 | 江翊寧   | 提名 |
| 第56屆金鐘獎 | 燈光獎                           | 鍾瓊婷   | 提名 |

## 外部連結
- 官方网站
- 《返校》影集的Facebook專頁
- 《返校》影集│公視+ （页面存档备份，存于）
- 在Netflix上觀看《返校》

## 作品的變遷
| 臺灣 公視主頻 每週六 21:00 - 23:00                    | 臺灣 公視主頻 每週六 21:00 - 23:00       | 臺灣 公視主頻 每週六 21:00 - 23:00 |
| ----------------------------------------------------- | ---------------------------------------- | ---------------------------------- |
|                                                       | 返校 （2020年12月5日－2020年12月26日）   |                                    |
| 俗女養成記（重播） （2020年10月31日－2020年11月28日） | 大債時代 （2021年1月2日－2021年1月30日） |                                    |